# Malahijeve prerokbe
Malahijeve prerokbe (latinsko Prophetia Sancti Malachiae Archiepiscopi, de Summis Pontificibus,  angleško Prophecy of the Popes; slovensko: Prerokbe svetega nadškofa Malahija o papežih) so vrsta 112 kratkih, skrivnostnih rekel oziroma gesel v latinščini, ki prerokujejo o papežih (vključujoč nekatere protipapeže), začenši s Celestinom II. Domnevne prerokbe je prvič objavil benediktinski menih Arnold de Wion leta 1595. Prerokbe pripisuje Wion svetemu Malahiji, ki je bil v 12. stoletju rimskokatoliški nadškof v Armaghu na Irskem.

## Skrivnostne prerokbe

### Ponaredek, resnica ali šala?
Malahijeve prerokbe podajajo natančen opis papežev do okrog 1590, pogrešamo pa natančnost za naslednje papeže. Iz tega zgodovinarji sklepajo, da so bile prerokbe sestavljene malo prej, preden so bile objavljene. 
Nekateri katoliški teologi so jih označili za ponaredek. Vodstvo Rimskokatoliške cerkve glede tega ni podalo uradne razlage. Napovedi se končujejo s papežem, ki se bo imenoval Petrus Romanus (Peter Rimski) – po najbolj razširjeni razlagi naj bi to bil Frančišek – po čigar papeževanju bo sledilo uničenje Mesta na sedmerih gričih kakor tudi sodni dan.

### Razlage
Razpon razlag je tako različen, da se giblje od popolnega zavračanja, prek večjega ali manjšega sprejemanja, pa vse do mnenja, da gre le za duhovito šalo svetega Filipa Nerija (1515–1595), ki je umrl ravno v letu prve objave prerokb.
Oglejmo si nekaj dokaj različnih sodb o omenjenih prerokbah:
- Delo je brez vsake zgodovinske verodostojnosti in je ponaredba iz leta 1590 – po smrti Urbana VII. – torej 400 let po Malahijevi smrti. Nastalo je v težnji, da bi z njim podprli izvolitev kardinala Girolama Simoncellija (1522–1605) iz Orvieta za papeža.[1]
- Prerokbe je dal na papir neznan avtor vsekakor med leti 1557 in 1595. Trdovratno se vsiljuje domneva, da je to bil sveti Filip Neri, utemeljitelj oratorijancev in ena najpomembnejših osebnosti katoliške obnove po protestantskem cerkvenem razkolu, ki so ga predvsem zaradi njegove šaljive narave poznali tudi kot »Božjega norca«. V njegovem življenjepisu beremo, da je rad napovedoval, kdo bo izšel iz konklava kot papež, in da so se njegove napovedi vedno uresničile.
- O verodostojnosti prerokb, o katerih nimamo ohranjenega nikakršnega izročila razen Wionove tiskovine, so takoj podvomili. Iz leta 1689 izhaja prvi nasprotni spis francoskega jezuita Clauda-Françoisa Ménestrierja, kar pa ni prav nič oviralo njihovega širjenja. V vsaki naslednji novi izdaji so bili – seveda vzvratno – izrecno omenjena medtem končana papeževanja. S kančkom domišljije in malo preučevanja so lahko napovedi post eventum zvenele prepričljivo.[2]
- Gre za prerokbe, ki v malo besedah opisujejo na skrivnosten način vsakokratnega papeža in njegovo papeževanje. Končujejo se s Petrom Rimskim. Med temi starimi in novimi prerokbami opažamo popolno soglasje.[3]

## Zgodovina
Te prerokbe je prvič objavil leta 1595 benediktinec Arnold Wionn v svoji tiskani knjigi Lignum vitae, ki je obravnavala zgodovino benediktinskega reda. Knjiga sama bi gotovo šla v pozabo, če ne bi ljudstvo opazilo Prerokb, ki so vedno znova burile domišljijo – danes še bolj kot nekdaj, saj naj bi dandanašnji po eni razlagi živeli v času zadnjega papeža pred koncem sveta. Wion je pripisal prerokbe svetemu Malahiju, nadškofu v Armaghu na Irskem, ki je živel v 12. stoletju. Pripominja, da po njegovem vedenju prerokbe še nikoli niso bile natisnjene, vendar bi si jih mnogi želeli dobiti v roke. Wion je zato objavil izvirne prerokbe, ki obstojijo iz kratkih, skrivnostnih latinskih rekel, kakor tudi razlag vse do Urbana VII. leta 1590, ki je bil papež 13 dni. Opombe pripisuje Wion Alfonzu Ciacconiju, kar pa je opovrgel Menestrier 1694.
Sveti Malahija je res živel na Irskem in je zaslužen za temeljito duhovno prenovo. Po izročilu je bil leta 1139 pri Inocencu II., da bi prejel od papeža dva volnena palija za metropolitanska sedeža v Armaghu in Cashelu. Med bivanjem v Rimu je imel Malahija videnje bodočih papežev, ki ga je zabeležil v skrivnostnih reklih. Ta rokopis je potem shranil v Vatikanskem tajnem arhivu, kjer so nanj popolnoma pozabili, ter ga odkrili na novo šele okrog 1590, ravno v času papeškega konklava. 
Sveti Bernard, Malahijev prijatelj in življenjepisec, na čigar rokah je nadškof izdihnil po povratku iz Rima, opisuje njegov življenjepis in čudeže, niti z besedico pa ne omenja njegovih prerokb. Prvič zasledimo njihovo omembo šele 1587.

## Papeške prerokbe svetega Malahije

### Papeži od 1143 do 1590
| Papeži pred objavo prerokb (1143–1590) | Papeži pred objavo prerokb (1143–1590) | Papeži pred objavo prerokb (1143–1590)  | Papeži pred objavo prerokb (1143–1590) | Papeži pred objavo prerokb (1143–1590) | Papeži pred objavo prerokb (1143–1590)                                                      |
| Reklo št.                              | Latinsko reklo, slovenski prevod       | Papeško ime                             | Svetno ime                             | Razlaga v knjigi Lignum vitae | Grb                                                                                         |
| -------------------------------------- | -------------------------------------- | --------------------------------------- | -------------------------------------- | --- | ------------------------------------------------------------------------------------------- |
| Ex castro Tiberis.                     | Ex castro Tiberis.                     | Coelestinus. II.                        | Coelestinus. II.                       | Typhernas. | Typhernas.                                                                                  |
| 1.                                     | Z gradu na Tiberi                      | Celestin II. (1143–44)                  | Guido de Castello                      | Prebivalec Tiferna. Celestin II. je bil rojen v Città di Castello (kraj se je prej imenoval Tifernum – Tiberinum), na obalah reke Tibere. |                                                                                             |
| Inimicus expulsus.                     | Inimicus expulsus.                     | Lucius. II.                             | Lucius. II.                            | De familia Caccianemica. | De familia Caccianemica.                                                                    |
| 2.                                     | Izgnani sovražnik                      | Lucij II. (1144–45)                     | Gherardo Caccianemici del Orso         | Iz družine Caccianemici. To reklo se nanaša na rodbinsko ime Lucija II., Caccianemici; v italijanščini "cacciare" pomeni "loviti, preganjati", "nemici" (od nemico – sovražnik) pa pomeni "sovražnike". Obstoj rodbine Caccianemici zasledimo v Bologni šele v začetku 13. stoletja, zato je izročilo, da je iz nje izhajal, najbrž ponaredek iz 18. stoletja. (Sighinolfi).                                                                           |                                                                                             |
| Ex magnitudine montis.                 | Ex magnitudine montis.                 | Eugenius. III.                          | Eugenius. III.                         | Patria Ethruscus oppido Montis magni. | Patria Ethruscus oppido Montis magni.                                                       |
| 3.                                     | Z velike gore                          | Evgen III. (1145–53)                    | Bernardo dei Paganelli di Montemagno   | Toskanec po rodu, iz mesta Montemagno. "Monte magno" pomeni v prevodu "Velika gora". Wion pravi, da se reklo nanaša na rojstni kraj Evgena III., ki je "Montemagno" , vas blizu Pise. Po drugih virih pa se je rodil v Pisi v skromni družini. |                                                                                             |
| Abbas Suburranus.                      | Abbas Suburranus.                      | Anastasius. IIII.                       | Anastasius. IIII.                      | De familia Suburra. | De familia Suburra.                                                                         |
| 4.                                     | Suburski opat                          | Anastazij IV. (1153–54)                 | Corrado di Suburra                     | Iz družine Suburra. Po izročilu je bil opat regularnih kanonikov pri Sv. Rufu v Avignonu. Po novejših dognanjih je pripadal k svetnim duhovnikom. |                                                                                             |
| De rure albo.                          | De rure albo.                          | Adrianus. IIII.                         | Adrianus. IIII.                        | Vilis natus in oppido Sancti Albani. | Vilis natus in oppido Sancti Albani.                                                        |
| 5.                                     | Z belega podeželja                     | Hadrijan IV. (1154–59)                  | Nicholas Breakspear                    | Skromno rojen v mestu Sv. Albana. Najverjetneje se nanaša na rojstni kraj Hadrijana IV. blizu St Albans, Hertfordshire. |                                                                                             |
| Ex tetro carcere.                      | Ex tetro carcere.                      | Victor. IIII.                           | Victor. IIII.                          | Fuit Cardinalis S. Nicolai in carcere Tulliano. | Fuit Cardinalis S. Nicolai in carcere Tulliano.                                             |
| 6.                                     | Iz odurne ječe                         | Viktor IV. (1159–64) (protipapež)       | Ottaviano di Monticello                | Bil je kardinal pri Sv. Nikolaju v Tulijanovi ječi. Viktor IV. je menda imel kardinalski naslov San Nicola in carcere. |                                                                                             |
| Via Transtiberina.                     | Via Transtiberina.                     | Callistus. III. [sic]                   | Callistus. III. [sic]                  | Guido Cremensis Cardinalis S. Mariae Transtiberim. | Guido Cremensis Cardinalis S. Mariae Transtiberim.                                          |
| 7.                                     | Cesta čez Tibero                       | Kalist III. (1168–78) (protipapež)      | Giovanni di Struma (Janez Strumski)    | Gvido iz Creme, kardinal pri Sv. Mariji onstran Tibere. Wion je zamenjal imeni in položaja protipapeža Kalista III. (Giovanni di Struma) in Pashala III. (Guido da Crema). Pashal, ne Kalist, se je rodil kot Guido da Crema in je imel kardinalski naslov Santa Maria in Trastevere, na katerega se nanaša reklo. |                                                                                             |
| De Pannonia Thusciae.                  | De Pannonia Thusciae.                  | Paschalis. III. [sic]                   | Paschalis. III. [sic]                  | Antipapa. Hungarus natione, Episcopus Card. Tusculanus. | Antipapa. Hungarus natione, Episcopus Card. Tusculanus.                                     |
| 8.                                     | Oger iz Tuskula                        | Pashal III. (1164–68) (protipapež)      | Guido di Crema                         | Protipapež. Oger po rojstvu, kardinal-škof Tuskula. Kot je omenjeno pri Kalistu III., se to reklo ne nanaša na Pashala III., ampak na Kalista III., ki naj bi bil Oger. Kalist je bil pravzaprav kardinal-škof Albana, ne Tuskula. |                                                                                             |
| Ex ansere custode.                     | Ex ansere custode.                     | Alexander. III.                         | Alexander. III.                        | De familia Paparona. | De familia Paparona.                                                                        |
| 9.                                     | Od gosjega varuha                      | Aleksander III. (1159–81)               | Rolando (ali Orlando) Sienski          | Iz družine Paparona Aleksander III. je menda bil iz družine Bandinella ali Bandinelli, ki je bila pozneje znana kot družina Paparona ali Paperoni. V svojem grbu je imela gos, vendar nekateri dvomijo, da izhaja iz te rodbine. |                                                                                             |
| Lux in ostio.                          | Lux in ostio.                          | Lucius. III.                            | Lucius. III.                           | Lucensis Card. Ostiensis. | Lucensis Card. Ostiensis.                                                                   |
| 10.                                    | Luč v vratih                           | Lucij III. (1181–85)                    | Ubaldo Allucingoli                     | Iz Lucce, kardinal Ostije. Geslo je besedna igra z besedami "Lucius" ali "Lucca" in "Ostia". Lucius izhaja iz latinske besede lux (luč) – podoben izvor ima Lucca, Ostia pa izhaja iz latinske besede ostium (vrata) |                                                                                             |
| Sus in cribro.                         | Sus in cribro.                         | Urbanus. III.                           | Urbanus. III.                          | Mediolanensis, familia cribella, quae Suem pro armis gerit. | Mediolanensis, familia cribella, quae Suem pro armis gerit.                                 |
| 11.                                    | Svinja v situ                          | Urban III. (1185–87)                    | Umberto Crivelli                       | Iz Milana, iz družine Cribella (Crivelli), ki nosi svinjo v svojem grbu. Rodbinsko ime Urbana III. Crivelli pomeni v italijanščini "sito"; njegov grb vključuje sito in svinji. |                                                                                             |
| Ensis Laurentii.                       | Ensis Laurentii.                       | Gregorius. VIII.                        | Gregorius. VIII.                       | Card. S. Laurentii in Lucina, cuius insignia enses falcati. | Card. S. Laurentii in Lucina, cuius insignia enses falcati.                                 |
| 12.                                    | Lovrencov meč                          | Gregor VIII. (1187)                     | Alberto De Morra                       | Kardinal pri San Lorenzu v Lucini, čigar grb sta ukrivljena meča. Gregor VIII. je bil kardinal pri Sv. Lovrencu in njegov grb je predstavljal prekrižana meča. |                                                                                             |
| De Schola exiet.                       | De Schola exiet.                       | Clemens. III.                           | Clemens. III.                          | Romanus, domo Scholari. | Romanus, domo Scholari.                                                                     |
| 13.                                    | Izšel bo iz šole                       | Klemen III. (1187–91)                   | Paolo Scolari                          | Rimljan, iz rodbine Scolari. Neobičajna besedna oblika exiet namesto klasičnega exibit. Geslo je besedna igra s priimkom Klemna III. |                                                                                             |
| De rure bovensi.                       | De rure bovensi.                       | Coelestinus. III.                       | Coelestinus. III.                      | Familia Bovensi. | Familia Bovensi.                                                                            |
| 14.                                    | Iz govejega podeželja                  | Celestin III. (1191–98)                 | Giacinto Bobone                        | Iz rodbine Bovensis. Omenjanje krave oziroma goveda je besedna igra s Celestinovim priimkom Bobone. Latinsko bos, bovis pomeni bik, vol oziroma krava. |                                                                                             |
| Comes Signatus.                        | Comes Signatus.                        | Innocentius. III.                       | Innocentius. III.                      | Familia Comitum Signiae. | Familia Comitum Signiae.                                                                    |
| 15.                                    | Imenovani plemič                       | Inocenc III. (1198–1216)                | Lotario dei Conti di Segni             | Družina plemičev Signia (Segni) Reklo se izrečno navezuje na priimek Inocenca III. |                                                                                             |
| Canonicus de latere.                   | Canonicus de latere.                   | Honorius. III.                          | Honorius. III.                         | Familia Sabella, Canonicus S. Ioannis Lateranensis. | Familia Sabella, Canonicus S. Ioannis Lateranensis.                                         |
| 16.                                    | Stranski kanonik                       | Honorij III. (1216–27)                  | Cencio Savelli                         | Iz družine Savelli, kanonik pri Sv. Janezu v Lateranu Wionovi opombi, da je bil Honorij III. kanonik pri Sv. Janezu v Lateranu, nekateri zgodovinarji oporekajo. |                                                                                             |
| Avis ostiensis.                        | Avis ostiensis.                        | Gregorius. IX.                          | Gregorius. IX.                         | Familia Comitum Signiae Episcopus Card. Ostiensis. | Familia Comitum Signiae Episcopus Card. Ostiensis.                                          |
| 17.                                    | Ostijski ptič                          | Gregor IX. (1227–41)                    | Ugolino dei Conti di Segni             | Družina plemičev Segni, cardinal-škof Ostije. Pred svojo izvolitvijo za papeža je bil Ugolino dei Conti kardinal–škof Ostije, njegov grb pa vsebuje orla. |                                                                                             |
| Leo Sabinus.                           | Leo Sabinus.                           | Coelestinus IIII.                       | Coelestinus IIII.                      | Mediolanensis, cuius insignia Leo, Episcopus Card. Sabinus. | Mediolanensis, cuius insignia Leo, Episcopus Card. Sabinus.                                 |
| 18.                                    | Sabinski lev                           | Celestin IV. (1241)                     | Goffredo Castiglioni                   | Milančan, čigar grb je bil lev, kardinal-škof sabinski. Celestin IV. je bil kardinal-škof Sabine in njegov grb predstavlja leva. |                                                                                             |
| Comes Laurentius.                      | Comes Laurentius.                      | Innocentius IIII.                       | Innocentius IIII.                      | domo flisca, Comes Lauaniae, Cardinalis S. Laurentii in Lucina. | domo flisca, Comes Lauaniae, Cardinalis S. Laurentii in Lucina.                             |
| 19.                                    | Lovrencov grof                         | Inocenc IV. (1243–54)                   | Sinibaldo Fieschi                      | Iz hiše Flisca (Fieschi), grof Lavagnski, kardinal pri Sv. Lovrencu v Lucini. Reklo se nanaša na Inocencovega očeta, grofa Lavagna, in na njegov kardinalski naslov pri Sv. Lovrencu v Lucini. |                                                                                             |
| Signum Ostiense.                       | Signum Ostiense.                       | Alexander IIII.                         | Alexander IIII.                        | De comitibus Signiae, Episcopus Card. Ostiensis. | De comitibus Signiae, Episcopus Card. Ostiensis.                                            |
| 20.                                    | Ostijsko znamenje                      | Aleksander IV. (1254–61)                | Renaldo dei Signori di Jenne           | Od plemičev Segni, cardinal-škof Ostije. Reklo se nanaša na dejstvo, da je bil Aleksander IV. kardinal-škof Ostije in član rodbine Conti-Segni. |                                                                                             |
| Hierusalem Campanię.                   | Hierusalem Campanię.                   | Urbanus IIII.                           | Urbanus IIII.                          | Gallus, Trecensis in Campania, Patriarcha Hierusalem. | Gallus, Trecensis in Campania, Patriarcha Hierusalem.                                       |
| 21.                                    | Jeruzalem od Šampanje                  | Urban IV. (1261–64)                     | Jacques Pantaleon                      | Francoz iz Trecae (Troyes) v Šampanji, jeruzalemski patriarh. Reklo se nanaša na rojstni kraj Urbana IV. Troyes v Šampanji in naslov latinskega jeruzalemskega patriarha. |                                                                                             |
| Draco depressus.                       | Draco depressus.                       | Clemens IIII.                           | Clemens IIII.                          | cuius insignia Aquila ungvibus Draconem tenens. | cuius insignia Aquila ungvibus Draconem tenens.                                             |
| 22.                                    | Pritisnjeni zmaj                       | Klemen IV. (1265–68)                    | Guido Fulcodi                          | Njegov znak je orel, ki drži zmaja v svojih krempljih. Po nekaterih virih je grb Klemna IV. prestavljal orla, ki s kremplji stiska zmaja, drugi viri pa navajajo, da je on pravzaprav imel v grbu šest lilij.. |                                                                                             |
| Anguinus vir.                          | Anguinus vir.                          | Gregorius. X.                           | Gregorius. X.                          | Mediolanensis, Familia vicecomitum, quae anguẽ pro insigni gerit. | Mediolanensis, Familia vicecomitum, quae anguẽ pro insigni gerit.                           |
| 23.                                    | Kačji mož                              | Gregor X. (1271–76)                     | Teobaldo Visconti                      | Milančan, iz družine nižjih plemičev (Vicecomites – Visconti), ki ima za znamenje kačo. anguẽ je okrajšano namesto anguem. Grb družine Visconti je imel veliko kačo, ki golta golega dečka, vendar Gregor X. ni bil nič v sorodu s to rodbino. On je imel v grbu obzidje. Viri se ne strinjajo v tem, ali je Gregor X. res uporabljal grb s kačo.. |                                                                                             |
| Concionator Gallus.                    | Concionator Gallus.                    | Innocentius. V.                         | Innocentius. V.                        | Gallus, ordinis Praedicatorum. | Gallus, ordinis Praedicatorum.                                                              |
| 24.                                    | Francoski pridigar                     | Inocenc V. (1276)                       | Pierre de Tarentaise                   | Francoz iz reda pridigarjev. Inocenc V. je bil rojen v današnji jugovzohdni Franciji in je bil član pridigarskega reda dominikancev. |                                                                                             |
| Bonus Comes.                           | Bonus Comes.                           | Adrianus. V.                            | Adrianus. V.                           | Ottobonus familia Flisca ex comitibus Lauaniae. | Ottobonus familia Flisca ex comitibus Lauaniae.                                             |
| 25.                                    | Dobri grof                             | Hadrijan V. (1276)                      | Ottobono Fieschi                       | Ottobono, iz rodbine Fieschi, od plemičev Lavagna. Rodbina Fieschi so bili plemiči od Lavagne. Besedna igra dober je napravljena z rojstnim imenom Hadrijana V., Ottobono (Dobri Oto). |                                                                                             |
| Piscator Thuscus.                      | Piscator Thuscus.                      | Ioannes. XXI.                           | Ioannes. XXI.                          | antea Ioannes Petrus Episcopus Card. Tusculanus. | antea Ioannes Petrus Episcopus Card. Tusculanus.                                            |
| 26.                                    | Toskanski ribič                        | Janez XXI. (1276–77)                    | Pedro Julião                           | Poprej Janez Peter, kardinal-škof Tuskula in je deležil svoje prvo ime skupaj s svetim Petrom, ribičem. |                                                                                             |
| Rosa composita.                        | Rosa composita.                        | Nicolaus. III.                          | Nicolaus. III.                         | Familia Ursina, quae rosam in insigni gerit, dictus compositus. | Familia Ursina, quae rosam in insigni gerit, dictus compositus.                             |
| 27.                                    | Sestavljena roža                       | Nikolaj III. (1277–80)                  | Giovanni Gaetano Orsini                | Iz rodbine Ursina (Orsini), ki nosi v svojem grbu rožo, imenovano "sestavljeno". Nikolaj III. je imel rožo v svojem grbu. |                                                                                             |
| Ex teloneo liliacei Martini.           | Ex teloneo liliacei Martini.           | Martinus. IIII.                         | Martinus. IIII.                        | cuius insignia lilia, canonicus, & thesaurarius S. Martini Turonensis]. | cuius insignia lilia, canonicus, & thesaurarius S. Martini Turonensis].                     |
| 28.                                    | Iz carinarne lilijevega Martina        | Martin IV. (1281–85)                    | Simone de Brion                        | Njegov grb so bile lilije; kanonik in zakladničar pri Sv. Martinu v Toursu. Martin IV. je bil kanonik in zakladničar pri cerkvi sv. Martina v Toursu, Francija. Wionova navedba, da so bile v njegovem grbu lilije, je napačna. |                                                                                             |
| Ex rosa leonina.                       | Ex rosa leonina.                       | Honorius. IIII.                         | Honorius. IIII.                        | Familia Sabella insignia rosa à leonibus gestata. | Familia Sabella insignia rosa à leonibus gestata.                                           |
| 29.                                    | Iz levje rože                          | Honorij IV. (1285–87)                   | Giacomo Savelli                        | Iz rodbine Sabella (Savelli), grb je bila roža, ki jo držita leva. Grb Honorija IV. je bil okrašen z levoma, ki držita rdečo rožo. |                                                                                             |
| Picus inter escas.                     | Picus inter escas.                     | Nicolaus. IIII.                         | Nicolaus. IIII.                        | Picenus patria Esculanus. | Picenus patria Esculanus.                                                                   |
| 30.                                    | Žolna med pičo                         | Nikolaj IV. (1288–92)                   | Girolamo Masci                         | Picen po narodnosti, iz Ascula (danes: Ascoli). Pravzaprav je bil Asculanus, ki so ga porušili v Punski vojni. Geslo je podobno nejasni besedni igri z rojstnim krajem Nikolaja IV. Ascolija in Picena. |                                                                                             |
| Ex eremo celsus.                       | Ex eremo celsus.                       | Coelestinus. V.                         | Coelestinus. V.                        | Vocatus Petrus de morrone Eremita. | Vocatus Petrus de morrone Eremita.                                                          |
| 31.                                    | Povzdignjen iz puščave                 | Celestin V. (1294)                      | Pietro Di Murrone                      | Imenovan Peter Moronski (Peter de Morrone), puščavnik. Pred svojo izvolitvijo je bil Celestin puščavnik (eremita, dobesedno prebivalec, ter eremus ali puščava). |                                                                                             |
| Ex undarum benedictione.               | Ex undarum benedictione.               | Bonifacius. VIII.                       | Bonifacius. VIII.                      | Vocatus prius Benedictus, Caetanus, cuius insignia undae. | Vocatus prius Benedictus, Caetanus, cuius insignia undae.                                   |
| 32.                                    | Od blagoslova valov                    | Bonifacij VIII. (1294–1303)             | Benedetto Caetani                      | Prej se je imenoval Benedikt iz Gaete, čigar grb je imel valove. Grb Bonifacija VIII. sta prečkala valova; tudi besedna igra s papeževim krstnim imenom "Benedetto (Blagoslovljeni"). |                                                                                             |
| Concionator patereus. [sic]            | Concionator patereus. [sic]            | Benedictus. XI.                         | Benedictus. XI.                        | qui vocabatur Frater Nicolaus, ordinis Praedicatorum. | qui vocabatur Frater Nicolaus, ordinis Praedicatorum.                                       |
| 33.                                    | Patarski pridigar                      | Benedikt XI. (1303–04)                  | Nicholas Boccasini                     | Klicali so ga Brat Nikolaj, iz reda pridigarjev. Benedikt XI. je pripadal redu pridigarjev (dominikancem; njegov soimenjak Nikolaj je bil iz Patare. "Vse nas navaja na sum, da sta avtor in razlagalec prerokbe ena in ista oseba. Pojasnjevalec je menil, da ker je bila Patara rojstni kraj svetega Nikolaja, da drugi morda tega ne vedo in da bi bila potemtakem razlaga pomanjkljiva."                                                           |                                                                                             |
| De fessis aquitanicis.                 | De fessis aquitanicis.                 | Clemens V.                              | Clemens V.                             | natione aquitanus, cuius insignia fessae erant. | natione aquitanus, cuius insignia fessae erant.                                             |
| 34.                                    | Od akvitanskih prog                    | Klemen V. (1305–14)                     | Bertrand de Got                        | Po narodnosti Akvitanec, čigar grb sestavljajo proge. Klemen V. je bil škof v St-Bertrand-de-Comminges v Akvitaniji, potem pa bordojski nadškof, prav tako v Akvitaniji. Njegov grb vsebuje tri rdeče vodoravne črte (na rumenem polju), znane v heraldiki kot proge. |                                                                                             |
| De sutore osseo.                       | De sutore osseo.                       | Ioannes XXII.                           | Ioannes XXII.                          | Gallus, familia Ossa, Sutoris filius. | Gallus, familia Ossa, Sutoris filius.                                                       |
| 35.                                    | Od koščenega čevljarja                 | Janez XXII. (1316–34)                   | Jacques Duese                          | Francoz, iz rodbine Ossa, sin čevljarja. Janezova družina se je imenovala Duèze ali D'Euse; zadnja beseda se lahko prevede v latinščino kot Ossa ("kosti"), torej ime v zgornjem reklu. Poljudna legenda, da je njegov oče bil čevljar, je vprašljiva. |                                                                                             |
| Corvus schismaticus.                   | Corvus schismaticus.                   | Nicolaus V.                             | Nicolaus V.                            | qui vocabatur F. Petrus de corbario, contra Ioannem XXII. Antipapa Minorita. | qui vocabatur F. Petrus de corbario, contra Ioannem XXII. Antipapa Minorita.                |
| 36.                                    | Razkolniški vran                       | Nikolaj V. (1328–30) (protipapež)       | Pietro Rainalducci di Corvaro          | Klicali so ga za brata Petra od Corbarija (Corvaro), minorit, protipapež nasproti Janezu XXII.. Reklo je besedna igra, ki namiguje na priimek Pietro di Corvara. |                                                                                             |
| Frigidus Abbas.                        | Frigidus Abbas.                        | Benedictus XII.                         | Benedictus XII.                        | Abbas Monasterii fontis frigidi. | Abbas Monasterii fontis frigidi.                                                            |
| 37.                                    | Mrzli opat                             | Benedikt XII. (1334–42)                 | Jacques Fournier                       | Opat v samostanu mrzlega izvira. Benedikt XII. je bil opat samostana Fontfroide ("Mrzli izvir"). |                                                                                             |
| De rosa Attrebatensi.                  | De rosa Attrebatensi.                  | Clemens VI.                             | Clemens VI.                            | Episcopus Attrebatensis, cuius insignia Rosae. | Episcopus Attrebatensis, cuius insignia Rosae.                                              |
| 38.                                    | Iz araške vrtnice                      | Klemen VI. (1342–52)                    | Pierre Roger                           | Škof Arrasa, čigar grb vsebuje vrtnice. Klemen VI. je bil arraški škof (latinsko Episcopus Attrebatensis) in njegov grbovni držaj je bil okrašen s šestimi vrtnicami. |                                                                                             |
| De mõtibus Pãmachii.                   | De mõtibus Pãmachii.                   | Innocentius VI.                         | Innocentius VI.                        | Cardinalis SS. Ioannis & Pauli. T. Panmachii, cuius insignia sex montes erant. | Cardinalis SS. Ioannis & Pauli. T. Panmachii, cuius insignia sex montes erant.              |
| 39.                                    | Od Pamahijevih gora                    | Inocenc VI. (1352–62)                   | Etienne Aubert                         | Kardinal pri Svetem Janezu in Pavlu, naslov Pamahij, čigar grb je sestavljalo šest gora. Inocenc VI. je bil kardinal-duhovnik pri Pamahiju. Wion in Panvinio opisujeta njegov grb kot sestavljen iz šestih gora, medtem ko drugi viri tega ne poznajo. |                                                                                             |
| Gallus Vicecomes.                      | Gallus Vicecomes.                      | Urbanus V.                              | Urbanus V.                             | nuncius Apostolicus ad Vicecomites Mediolanenses. | nuncius Apostolicus ad Vicecomites Mediolanenses.                                           |
| 40.                                    | Francoski podgrof                      | Urban V. (1362–70)                      | Guglielmo De Grimoard                  | Apostolski nuncij pri milanski družini Visconti. Urban V. je bil Francoz. Wion namiguje, da je bil nuncij pri Viscontijevih iz Milana.; |                                                                                             |
| Novus de virgine forti.                | Novus de virgine forti.                | Gregorius XI.                           | Gregorius XI.                          | qui vocabatur Petrus Belfortis, Cardinalis S. Mariae novae. | qui vocabatur Petrus Belfortis, Cardinalis S. Mariae novae.                                 |
| 41.                                    | Novi človek od močne device            | Gregor XI. (1370–78)                    | Pierre Roger de Beaufort               | Imenoval se je Peter Belfortis (Beaufort), cardinal pri Novi sv. Mariji. Geslo namiguje na priimek Gregorja XI. in na njegov kardinalski naslov pri Santa Maria Nuova. |                                                                                             |
| De cruce Apostolica. [sic]             | De cruce Apostolica. [sic]             | Clemens VII.                            | Clemens VII.                           | qui fuit Presbyter Cardinalis SS. XII. Apostolorum cuius insignia Crux. | qui fuit Presbyter Cardinalis SS. XII. Apostolorum cuius insignia Crux.                     |
| 42.                                    | Od apostolskega križa                  | Klemen VII. (1378–94) (protipapež)      | Robert, ženevski plemič                | Bil je kardinal-duhovnik pri Dvanajsterih svetih apostolih, katerih grb je križ. Klemen VII. je imel grb, ki je vseboval križ; nosil je naslov pri Santi XII apostoli. |                                                                                             |
| Luna Cosmedina.                        | Luna Cosmedina.                        | Benedictus XIII.                        | Benedictus XIII.                       | antea Petrus de Luna, Diaconus Cardinalis S. Mariae in Cosmedin. | antea Petrus de Luna, Diaconus Cardinalis S. Mariae in Cosmedin.                            |
| 43.                                    | Kozmedinska luna                       | Benedikt XIII. (1394–1423) (protipapež) | Pedro de Luna                          | Poprej Pedro de Luna, kardinal-diakon pri Santa Maria in Cosmedin. Geslo se nanaša na priimek Benedikta XIII. in na kardinalski naslov. |                                                                                             |
| Schisma Barchinonium.                  | Schisma Barchinonium.                  | Clemen VIII.                            | Clemen VIII.                           | Antipapa, qui fuit Canonicus Barchinonensis. | Antipapa, qui fuit Canonicus Barchinonensis.                                                |
| 44.                                    | Barcelonski razkol                     | Klemen VIII. (1423–29) (protipapež)     | Gil Sanchez Muñoz                      | Protipapež, ki je bil barcelonski kanonik. |                                                                                             |
| De inferno praegnanti.                 | De inferno praegnanti.                 | Urbanus VI.                             | Urbanus VI.                            | Neapolitanus Pregnanus, natus in loco quae dicitur Infernus. | Neapolitanus Pregnanus, natus in loco quae dicitur Infernus.                                |
| 45.                                    | Iz rodovitnega pekla                   | Urban VI. (1378–89)                     | Bartolomeo Prignano                    | Neapeljčan Prignano, rojen v kraju, ki se imenuje Pekel (Inferno). Rodbinsko ime Urbana VI. je bilo Prignano ali Prignani, rodil pa se je v kraju Inferno blizu Neaplja. |                                                                                             |
| Cubus de mixtione.                     | Cubus de mixtione.                     | Bonifacius. IX.                         | Bonifacius. IX.                        | familia tomacella à Genua Liguriae orta, cuius insignia Cubi. | familia tomacella à Genua Liguriae orta, cuius insignia Cubi.                               |
| 46.                                    | Kocka zmešnjav                         | Bonifacij IX. (1389–1404)               | Pietro Tomacelli                       | Iz rodbine Tomacelli, rojen v Genovi v Liguriji, čigar grb so bile kocke. Grb Bonifacija IX. vključuje poševno šahovnico — široko progo na rdečem polju z belo-modrimi polji šahovnice. |                                                                                             |
| De meliore sydere.                     | De meliore sydere.                     | Innocentius. VII.                       | Innocentius. VII.                      | vocatus Cosmatus de melioratis Sulmonensis, cuius insignia sydus. | vocatus Cosmatus de melioratis Sulmonensis, cuius insignia sydus.                           |
| 47.                                    | Od boljše zvezde                       | Inocenc VII. (1404–06)                  | Cosmo Migliorati                       | Imenovan Cosmato dei Migliorati od Sulmone, čigar grb je predstavljal zvezdo repatico. Reklo je besedna igra: boljši (melior) namiguje na Inocencov priimek Migliorati (Meliorati). Na njegovem grbu je utrinek oziroma repatica. |                                                                                             |
| Nauta de Ponte nigro.                  | Nauta de Ponte nigro.                  | Gregorius XII.                          | Gregorius XII.                         | Venetus, commendatarius ecclesiae Nigropontis. | Venetus, commendatarius ecclesiae Nigropontis.                                              |
| 48.                                    | Mornar od črnega mosta                 | Gregor XII. (1406–15)                   | Angelo Correr                          | Benečan, nadarbinar cerkve v Negroponteju. Gregor XII. se je rodil v Benetkah (zato mornar) in je bil komendator oziroma nadarbinar pri Halkidiki, ki so jo takrat imenovali Negroponte. |                                                                                             |
| Flagellum solis.                       | Flagellum solis.                       | Alexander. V.                           | Alexander. V.                          | Graecus Archiepiscopus Mediolanensis, insignia Sol. | Graecus Archiepiscopus Mediolanensis, insignia Sol.                                         |
| 49.                                    | Sončev bič                             | Aleksander V. (1409–10) (protipapež)    | Petros Filarges Πέτρος Φιλάργης        | Grk, nadškof Milana, čigar grb je bilo sonce. Grb Aleksandra V. je vseboval sonce; valovite žarke pa bi lahko razlagali kot bič. |                                                                                             |
| Cervus Sirenae.                        | Cervus Sirenae.                        | Ioannes XXIII.                          | Ioannes XXIII.                         | Diaconus Cardinalis S. Eustachii, qui cum cervo depingitur, Bononiae legatus, Neapolitanus. | Diaconus Cardinalis S. Eustachii, qui cum cervo depingitur, Bononiae legatus, Neapolitanus. |
| 50.                                    | Sirenin jelen                          | Janez XXIII. (1410–15) (protipapež)     | Baldassarre Cossa                      | Kardinal-diakon pri Sv. Evstahiju, ki ga navadno upodabljejo z jelenom; odposlanec v Bologni, Neapeljčan. Janez XXIII. je bil kardinal z naslovom Sant' Eustachio, čigar znamenje je jelen; po rodu pa je bil iz Neaplja, ki ima za znamenje sireno. |                                                                                             |
| Corona veli aurei.                     | Corona veli aurei.                     | Martinus V.                             | Martinus V.                            | familia colonna, Diaconus Cardinalis S. Georgii ad velum aureum. | familia colonna, Diaconus Cardinalis S. Georgii ad velum aureum.                            |
| 51.                                    | Venec zlate zavese                     | Martin V. (1417–31)                     | Oddone Colonna                         | Iz rodbine Colonna, cardinal-diakon pri Sv. Juriju na zlati zavesi. Reklo namiguje na priimek Martina V. in kardinalski naslov San Giorgio in Velabro. |                                                                                             |
| Lupa Coelestina,                       | Lupa Coelestina,                       | Eugenius. IIII.                         | Eugenius. IIII.                        | Venetus, canonicus antea regularis Coelestinus, & Episcopus Senensis. | Venetus, canonicus antea regularis Coelestinus, & Episcopus Senensis.                       |
| 52.                                    | Nebeška volkulja                       | Evgen IV. (1431–47)                     | Gabriele Condulmaro                    | Benečan, poprej regularni celestinski kanonik in sienski škof. Evgen IV. je pripadal redu celestincev in je bil škof Siene, ki nosi volkuljo v svojem grbu. |                                                                                             |
| Amator Crucis.                         | Amator Crucis.                         | Felix. V.                               | Felix. V.                              | qui vocabatur Amadaeus Dux Sabaudiae, insignia Crux. | qui vocabatur Amadaeus Dux Sabaudiae, insignia Crux.                                        |
| 53.                                    | Ljubitelj križa                        | Feliks V. (1439–49) (protipapež)        | Amadeus, vojvoda Savojski              | Imenoval se je Amadeus, vojvoda Savoje, grb križ. Reklo namiguje na krstno ime Feliksa V., Amadeus ("Bogoljub"), in grb, ki nosi savojski križ. |                                                                                             |
| De modicitate Lunae.                   | De modicitate Lunae.                   | Nicolaus V.                             | Nicolaus V.                            | Lunensis de Sarzana, humilibus parentibus natus. | Lunensis de Sarzana, humilibus parentibus natus.                                            |
| 54.                                    | Od neznatne lune                       | Nikolaj V. (1447–55)                    | Tommaso Parentucelli                   | Lunovec iz Sarzane, rojen od neznatnih strašev. Nikolaj V. je bil rojen v italijanski škofiji Luni, katere antično ime je bilo Luna (Ligurija). |                                                                                             |
| Bos pascens.                           | Bos pascens.                           | Callistus. III.                         | Callistus. III.                        | Hispanus, cuius insignia Bos pascens. | Hispanus, cuius insignia Bos pascens.                                                       |
| 55.                                    | Pasoči se vol                          | Kalist III. (1455–58)                   | Alfonso Borja                          | Španec, čigar grb je bil vol, ki se pase. Grb Kalista III. je predstavljal vola. |                                                                                             |
| De Capra & Albergo.                    | De Capra & Albergo.                    | Pius. II.                               | Pius. II.                              | Senensis, qui fuit à Secretis Cardinalibus Capranico & Albergato. | Senensis, qui fuit à Secretis Cardinalibus Capranico & Albergato.                           |
| 56.                                    | Od koze in gostilne                    | Pij II. (1458–64)                       | Enea Silvio de Piccolomini             | Sienčan, ki je bil tajnik kardinalov Capranicusa in Albergatusa. Pij II. je bil tajnik kardinalu Domenicu Capranicu in kardinalu Niccolu Albergatiju preden je bil izvoljen za papeža. |                                                                                             |
| De Cervo & Leone.                      | De Cervo & Leone.                      | Paulus. II.                             | Paulus. II.                            | Venetus, qui fuit Commendatarius ecclesiae Cerviensis, & Cardinalis tituli S. Marci. | Venetus, qui fuit Commendatarius ecclesiae Cerviensis, & Cardinalis tituli S. Marci.        |
| 57.                                    | Od jelena in leva                      | Pavel II. (1464–71)                     | Pietro Barbo                           | Benečan, ki je bil nadarbinar cerkve v Cerviji pri Raveni, in kardinal z naslovom pri Sv. Marku. Reklo se nanaša na škofijo Cervia, katere ime izhaja iz cervus (jelen), kakor tudi na njegov kardinalski naslov San Marco, ki ga označuje krilati lev. |                                                                                             |
| Piscator minorita.                     | Piscator minorita.                     | Sixtus. IIII.                           | Sixtus. IIII.                          | Piscatoris filius, Franciscanus. | Piscatoris filius, Franciscanus.                                                            |
| 58.                                    | Minoritski ribič                       | Sikst IV. (1471–84)                     | Francesco Della Rovere                 | Sin ribiča, frančiškan. Sikst IV. se je rodil kot ribičev sin in član frančiškanov, ki so znani tudi kot manjši bratje, a nastali so 1209, po Malahijevi smrti. |                                                                                             |
| Praecursor Siciliae                    | Praecursor Siciliae                    | Innocentius VIII.                       | Innocentius VIII.                      | qui vocabatur Ioannes Baptista, & vixit in curia Alfonsi regis Siciliae. | qui vocabatur Ioannes Baptista, & vixit in curia Alfonsi regis Siciliae.                    |
| 59.                                    | Sicilski predhodnik                    | Inocenc VIII. (1484–92)                 | Giovanni Battista Cibò                 | Imenoval se je Janez Krstnik in je živel na dvoru Alfonza, sicilskega kralja. Inocenc VIII. je bil s Sicilije. "Glasnik" oziroma "predhodnik)" je možno razložiti z namigovanjem na njegovo krstno ime, Janez Krstnik, ki je bil Kristusov glasnik-predhodnik. |                                                                                             |
| Bos Albanus in portu.                  | Bos Albanus in portu.                  | Alexander VI.                           | Alexander VI.                          | Episcopus Cardinalis Albanus & Portuensis, cuius insignia Bos. | Episcopus Cardinalis Albanus & Portuensis, cuius insignia Bos.                              |
| 60.                                    | Albanski vol v pristanišču             | Aleksander VI. (1492–1503)              | Rodrigo de Borgia                      | Kardinal-škof Albana in Porta, čigar grb je bil bik. Leta 1456 je postal kardinal in je prejel kardinalski naslov kardinal-škof Albana in Porta; njegov grb je prikazoval vola. |                                                                                             |
| De parvo homine.                       | De parvo homine.                       | Pius. III.                              | Pius. III.                             | Senensis, familia piccolominea. | Senensis, familia piccolominea.                                                             |
| 61.                                    | Od majhnega človeka                    | Pij III. (1503)                         | Francesco Todeschini Piccolomini       | Sienčan, iz rodbine Piccolomini. Rodbinsko ime Pija III. je bilo Piccolomini, od piccolo – majhen in uomo – človek. |                                                                                             |
| Fructus Iovis iuvabit.                 | Fructus Iovis iuvabit.                 | Iulius. II.                             | Iulius. II.                            | Ligur, eius insignia Quercus, Iovis arbor. | Ligur, eius insignia Quercus, Iovis arbor.                                                  |
| 62.                                    | Jupitrov sad bo pomagal                | Julij II. (1503–13)                     | Giuliano Della Rovere                  | Genovčan, njegov grb je bil hrast, Jupitrovo drevo. Na grbu Julija II. je bil hrast, ki je bil posvečen Jupitru. |                                                                                             |
| De craticula Politiana.                | De craticula Politiana.                | Leo. X.                                 | Leo. X.                                | filius Laurentii medicei, & scholaris Angeli Politiani. | filius Laurentii medicei, & scholaris Angeli Politiani.                                     |
| 63.                                    | Od Policijanovega ražnja               | Lev X. (1513–21)                        | Giovanni de Medici                     | Sin Lorenza Veličastnega, učenec Angela Poliziana. Vzgojitelj in učitelj Leona X. je bil Angelo Poliziano. Raženj v geslu očitno namiguje na sv. Lovrenca, ki so ga pogani mučili na ražnju. To se najverjetneje posredno nanaša na Lorenza Veličastnega, ki je bil Giovannijev oče. |                                                                                             |
| Leo Florentius.                        | Leo Florentius.                        | Adrian. VI.                             | Adrian. VI.                            | Florentii filius, eius insignia Leo. | Florentii filius, eius insignia Leo.                                                        |
| 64.                                    | Florencijev lev                        | Hadrijan VI. (1522–23)                  | Adriaen Florenszoon Boeyens            | Sin Florencija, čigar grb je bil lev. Grb Hadrijana VI. je vseboval dva leva; njegovo ime so včasih oglaševali kot Adrian Florens, ali drugačno različico, od očetovega krstnega imena Florens (Florentius). |                                                                                             |
| Flos pilei aegri.                      | Flos pilei aegri.                      | Clemens. VII.                           | Clemens. VII.                          | Florentinus de domo medicea, eius insignia pila, & lilia. | Florentinus de domo medicea, eius insignia pila, & lilia.                                   |
| 65.                                    | Cvet od bolnikove žoge                 | Klemen VII. (1523–34)                   | Giulio de Medici                       | Florentinec iz Medičejske hiše; njegov grb so bile žoge in lilije. Pileus tukaj ne pomeni kot navadno "čepice", ampak izhaja iz pila – žoga ali poznolatinsko pilula – žogica, kroglica. Medičejski grb je krasilo šest žog. Ena od teh žog – največja, je bila okrašena s florentinsko lilijo. |                                                                                             |
| Hiacinthus medicorum.                  | Hiacinthus medicorum.                  | Paulus. III.                            | Paulus. III.                           | Farnesius, qui lilia pro insignibus gestat, & Card. fuit SS. Cosme, & Damiani. | Farnesius, qui lilia pro insignibus gestat, & Card. fuit SS. Cosme, & Damiani.              |
| 66.                                    | Hijacinta zdravnikov                   | Pavel III. (1534–49)                    | Alessandro Farnese                     | Farnese, ki ima lilije za grb, in je bil kardinal pri Svetem Kozmu in Damijanu. Po nekaterih virih je bil grb papeža Pavla III. okrašen s hijacintami; bil je kardinal-diakon pri Santi Cosma e Damiano (oba zdravnika). |                                                                                             |
| De corona montana.                     | De corona montana.                     | Iulius. III.                            | Iulius. III.                           | antea vocatus Ioannes Maria de monte. | antea vocatus Ioannes Maria de monte.                                                       |
| 67.                                    | Od gorskega venca                      | Julij III. (1550–55)                    | Giovanni Maria Ciocchi del Monte       | Prej se je imenoval Janez Marija od Gore (de Monte) Njegov grb kaže gore in lovorjev venec (molek). |                                                                                             |
| Frumentum flocidum. [sic]              | Frumentum flocidum. [sic]              | Marcellus. II.                          | Marcellus. II.                         | cuius insignia cervus & frumentum, ideo floccidum, quod pauco tempore vixit in papatu. | cuius insignia cervus & frumentum, ideo floccidum, quod pauco tempore vixit in papatu.      |
| 68.                                    | Nepomembno zrno                        | Marcel II. (1555)                       | Marcello Cervini                       | Njegov grb je bil jelen in žito; "nepomembno", ker je živel le kratek čas kot papež. Njegov grb kaže jelena (ali srno) in žitno (pšenično) klasje. |                                                                                             |
| De fide Petri.                         | De fide Petri.                         | Paulus. IIII.                           | Paulus. IIII.                          | antea vocatus Ioannes Petrus Caraffa. | antea vocatus Ioannes Petrus Caraffa.                                                       |
| 69.                                    | Od Petrove vere                        | Pavel IV. (1555–59)                     | Giovanni Pietro Caraffa                | Prej se je imenoval Janez Peter Caraffa. Za Pavla IV. je uporabljeno njegovo drugo krstno ime Peter (Pietro). |                                                                                             |
| Esculapii pharmacum.                   | Esculapii pharmacum.                   | Pius. IIII.                             | Pius. IIII.                            | antea dictus Io. Angelus Medices. | antea dictus Io. Angelus Medices.                                                           |
| 70.                                    | Eskulapovo zdravilo                    | Pij IV. (1559–65)                       | Giovanni Angelo de Medici              | Prej so ga klicali Janez Angel Medici. Reklo je najbrž preprosto namigovanje na priimek Pija IV. Medici. Medici – od latinskega medicus – zdravnik (italijansko medico). |                                                                                             |
| Angelus nemorosus.                     | Angelus nemorosus.                     | Pius. V.                                | Pius. V.                               | Michael vocatus, natus in oppido Boschi. | Michael vocatus, natus in oppido Boschi.                                                    |
| 71.                                    | Gozdnati angel                         | Pij V. (1566–72)                        | Antonio Michele Ghisleri               | Imenoval se je Mihael, rojen v mestu Bosco. Pij V. se je rodil v kraju Bosco, v Piedmontu; krajevno ime pomeni v narečju gozd. Najbolj znana osebnost s tem priimkom je Janez Bosko (Giovanni Bosco, 1815–1888). Papeževo ime je bilo 'Anton Mihael Ghislieri', a Mihael se nanaša na nadangela Mihaela.. O'Brien tukaj pripominja, da mnogo prerokb, ki vsebujejo besedne igre, uporablja italijanske besede, ki jih Lignum vitae posebej ne razlaga. |                                                                                             |
| Medium corpus pilarum.                 | Medium corpus pilarum.                 | Gregorius. XIII.                        | Gregorius. XIII.                       | cuius insignia medius Draco, Cardinalis creatus à Pio. IIII. qui pila in armis gestabat. | cuius insignia medius Draco, Cardinalis creatus à Pio. IIII. qui pila in armis gestabat.    |
| 72.                                    | Pol telesa od žog                      | Gregor XIII. (1572–85)                  | Ugo Boncompagni                        | Njegov grb je bil pol-zmaj; za kardinala ga je imenoval Pij IV., ki je nosil žoge v svojem grbu. "Žoge" v reklu se nanašajo na papeža Pija IV., ki je postavil Gregorja za kardinala. Papež Gregor je imel zmaja v svojem grbu, in sicer le z gornjo polovico telesa. |                                                                                             |
| Axis in medietate signi.               | Axis in medietate signi.               | Sixtus. V.                              | Sixtus. V.                             | qui axem in medio Leonis in armis gestat. | qui axem in medio Leonis in armis gestat.                                                   |
| 73.                                    | Os sredi znamenja                      | Sikst V. (1585–90)                      | Felice Peretti                         | Nosi v svojem grbu os sredi leva. To je pravzaprav neposreden opis grba Siksta V. Razlagajo tudi, da je Sikst V. v sredini od začetka prerokb do zadnjega papeža Petra Rimskega |                                                                                             |
| De rore coeli.                         | De rore coeli.                         | Urbanus. VII.                           | Urbanus. VII.                          | qui fuit Archiepiscopus Rossanensis in Calabria, ubi manna colligitur. | qui fuit Archiepiscopus Rossanensis in Calabria, ubi manna colligitur.                      |
| 74.                                    | Od nebeške rose                        | Urban VII. (1590)                       | Giovanni Battista Castagna             | Bil je nadškof v Rossanu v Kalabriji, kjer so nabirali mano. Bil je nadškof Rossana, kjer nabirajo iz drevesa črni jesen smolo oziroma sok, imenovan v prevodu nebeška rosa (latinsko Fraxinus ornus). |                                                                                             |

### Papeži od 1590 do danes (po objavi knjigeLignum vitae)
Za to skupino papežev objavljeno besedilo prinaša za prve tri papeže samo njihova imena: za tiste torej, ki so papeževali med pojavom besedila okrog 1590 in njegovo objavo 1595, ne da bi avtor podajal kakršnokoli razlago.
| Papeži po objavi prerokb (1590 do danes) | Papeži po objavi prerokb (1590 do danes) | Papeži po objavi prerokb (1590 do danes) | Papeži po objavi prerokb (1590 do danes)       | Papeži po objavi prerokb (1590 do danes) | Papeži po objavi prerokb (1590 do danes) |
| Reklo št. | Latinsko reklo, slovenski prevod | Papeško ime                              | Svetno ime                                     | Razlaga v knjigi Lignum vitae | Grb                                      |
| --- | --- | ---------------------------------------- | ---------------------------------------------- | --- | ---------------------------------------- |
| Ex antiquitate Urbis. | Ex antiquitate Urbis. | Gregorius. XIIII.                        | Gregorius. XIIII.                              | |                                          |
| 75. | Iz starosti mesta (Iz starega mesta) | Gregor XIV. (1590–91)                    | Niccolò Sfondrati                              | Avtor prerokb je utegnil namigniti, da je za naslednika Urbana VII. določen kardinal Girolamo Simoncelli. Simoncelli je bil iz Orvieta, ki se mu reče latinsko Urbs vetus, tj. Staro mesto. Simoncelli ni bil izvoljen za papeža, ampak Niccolò Sfondrati, ki si je privzel ime Gregor XIV. Zagovorniki prerokb so to poskušali razložiti z opombo, da je bil oče Gregorja XIV. senator starega mesta Milana, in da beseda "senator" izhaja iz latinske besede senex, kar pomeni starec, ali da je Milano tisto "staro mesto", saj je bilo utemeljeno okoli 400 pr. Kr. Prerok do 1590 ni poznal kakih ohlapnih posploševanj, kar se mu je včasih pozneje primerilo. |                                          |
| Pia civitas in bello. | Pia civitas in bello. | Innocentius. IX.                         | Innocentius. IX.                               | |                                          |
| 76. | Pobožni meščani v vojni | Inocenc IX. (1591)                       | Giovanni Antonio Facchinetti                   | Zagovorniki prerokb so nakazovali različne razlage, namigujoč ali na papežev rojstni kraj Bologno ali pa na naslov jeruzalemskega patriarha. Nasprotno mnenje pa pravi, da pobožno mesto ni samo Jeruzalem, ampak Rim in še mnoga druga krščanska mesta; Jeruzalem pa v tistem času pravzaprav ni bil krščansko mesto, a za časa njegovega patriarhovanja ni bil v vojni. |                                          |
| Crux Romulea. | Crux Romulea. | Clemens. VIII.                           | Clemens. VIII.                                 | |                                          |
| 77. | Romulov križ | Klemen VIII. (1592–1605)                 | Ippolito Aldobrandini                          | To reklo nanašajo na Klemena VIII., češ da je bilo povezano z devetletno vojno, ki je potekala za časa njegovega papeževanja med katoliško Irsko in protestantsko Anglijo. |                                          |
| Undosus vir. | |                                          |                                                | |                                          |
| 78. | Valoviti mož | Leon XI. (1605)                          | Alessandro Ottaviano De Medici                 | Avtor je morebiti hotel namigniti občinstvu na možen grb, vendar to ne ustreza Medičejskemu grbu Leona XI. To reklo povezujejo z njegovim kratkim vladanjem, ki je minilo kot valovje. |                                          |
| Gens perversa. | |                                          |                                                | |                                          |
| 79. | Sprijeni rod | Pavel V. (1605–21)                       | Camillo Borghese                               | Nanaša se na zmaja in orla v grbu Pavla V. |                                          |
| In tribulatione pacis. | |                                          |                                                | |                                          |
| 80. | V nadlogi miru | Gregor XV. (1621–23)                     | Alessandro Ludovisi                            | Alessandro Ludovisi je preuredil določbe glede odvijanja konklava in prenovil verske redove. Z veliko potrpežljivostjo in diplomatsko spretnostjo je zopet vzpostavil mir v krščanskem svetu, ki ga je tako vznemirjala Tridesetletna vojna. V nedostatku ustrezne razlage za ta potislovni izrek ponuja O'Brien pojasnilo: »Prerok Malahija se od 1590 naprej ne ukvarja s posplošitvami. |                                          |
| Lilium et rosa. | |                                          |                                                | |                                          |
| 81. | Lilija in vrtnica | Urban VIII. (1623–44)                    | Maffeo Barberini                               | To geslo poskušajo povezati s čebelami na njegovem grbu, na lilijin cvet njegovih rodnih Firenc, ali pa z njegovim bivanjem v Franciji (lilija) in Angliji (vrtnica). |                                          |
| Iucunditas crucis. | |                                          |                                                | |                                          |
| 82. | Radost križa | Inocenc X. (1644–55)                     | Giovanni Battista Pamphili                     | Papež Inocenc X. je začel svoj pontifikat okrog praznika povišanja sv. križa. Za papeža je bil izvoljen v burnem in dolgem konklavu, ki je trajal od 9. avgusta do 15. septembra 1644, a praznik povišanja sv. križa je dan poprej. |                                          |
| Montium custos. | |                                          |                                                | |                                          |
| 83. | Gorski varuh | Aleksander VII. (1655–67)                | Fabio Chigi                                    | Grb Aleksandra VII. ima šest hribov; v zvezi z varuhom pa je težje najti ustrezno povezavo. |                                          |
| Sydus olorum. | |                                          |                                                | |                                          |
| 84. | Labodja zvezda | Klemen IX. (1667–69)                     | Giulio Rospigliosi                             | Obstaja italijanska družina z grbom, ki predstavlja gosko z zvezdami, toda ta nima zveze s Klemenom IX. Imel pa je ta papež med konklavom sobo, ki se je imenovala gosja soba. |                                          |
| De flumine magno. | |                                          |                                                | |                                          |
| 85. | Od velike reke | Klemen X. (1670–76)                      | Emilio Altieri                                 | To geslo postavljajo v zvezo s Tibero, ki je prestopila bregove ob njegovem rojstvu; ali pa je to nejasna povezava z njegovim priimkom. |                                          |
| Bellua insatiabilis. | |                                          |                                                | |                                          |
| 86. | Nenasitna zverina | Inocenc XI. (1676–89)                    | Benedetto Odescalchi                           | Reklo "nenasitna zverina" ali "pošast" postavljajo v zvezo z levom v grbu Inocenca XI. |                                          |
| Poenitentia gloriosa. | |                                          |                                                | |                                          |
| 87. | Častna pokora | Aleksander VIII. (1689–91)               | Pietro Ottoboni                                | To reklo razlagajo glede na uspelo podreditev francoskih škofov. O'Brien pripominja: "Častne pokore obstajajo med vsakim papeževanjem." |                                          |
| Rastrum in porta. | |                                          |                                                | |                                          |
| 88. | Motika v vratih | Inocenc XII. (1691–1700)                 | Antonio Pignatelli                             | Nekateri viri povezujejo reklo s priimkom Inocenca XII., ki je "Pignatelli del Rastello"; rastello ali rastrello je italijansko ime za motiko. Rastellus, pomanjševalnica od rastrum, lahko pomeni tudi kovinsko mrežo, ki jo uporabljajo za zapiranje mestnih vrat ponoči, cataracta in portis urbium, kot pravi Du Cange v Glossarium mediae et infimae latinitatis Drugi menijo, da je geslo težavno povezati s tem papežem. |                                          |
| Flores circundati. | |                                          |                                                | |                                          |
| 89. | Obdajajoče cvetje | Klemen XI. (1700–21)                     | Giovanni Francesco Albani                      | Medaljo Klemena XI. je krasilo geslo "Flores circumdati", vzeto iz njegovega opisa v prerokbah, ki so bile v njegovem času zelo razširjene. |                                          |
| De bona religione. | |                                          |                                                | |                                          |
| 90. | Od dobre vere | Inocenc XIII. (1721–24)                  | Michelangelo dei Conti                         | Geslo povezujejo z dejstvom, da je iz rodbine Conti izšlo nekaj papežev. |                                          |
| Miles in bello. | |                                          |                                                | |                                          |
| 91. | Vojščak v vojni | Benedikt XIII. (1724–30)                 | Pietro Francesco Orsini                        | Nekateri viri povezujejo geslo s posameznimi vojnami, ki so divjale med papeževanjem Benedikta XIII., drugi pa v prenesenem pomenu v zvezi z vojno zoper propadanje v prid strogosti. |                                          |
| Columna excelsa. | |                                          |                                                | |                                          |
| 92. | Vzvišeni steber | Klemen XII. (1730–40)                    | Lorenzo Corsini                                | Avtor je tukaj mogel namigovati na tega papeža iz družine Colonna (colonna = steber); drugi namigujejo na spomenik, ki so ga postavili v njegov spomin ali na uporabo dveh stebrov iz Panteona za kapelo, ki jo je zgradil. |                                          |
| Animal rurale. | |                                          |                                                | |                                          |
| 93. | Podeželska žival | Benedikt XIV. (1740–58)                  | Marcello Lambertini                            | Nekateri viri povezujejo to reklo z njegovo "volovsko" delavnostjo in pridnostjo. |                                          |
| Rosa Umbriae. | |                                          |                                                | |                                          |
| 94. | Umbrijska roža | Klemen XIII. (1758–69)                   | Carlo Rezzonico                                | Nekateri povezujejo to reklo z dejstvom, da je Klemen XIII. razglasil za svetnike nekaj frančiškanov, na katerih red se lahko nanaša to geslo. |                                          |
| Ursus velox. | |                                          |                                                | |                                          |
| 95. | Nagli medved (pozneje so narobe tiskali kot Cursus velox – Nagli tek ali Visus velox – Nagli blesk)                                                                                 | Klemen XIV. (1769–74)                    | Lorenzo Giovanni Vincenzo Antonio Ganganelli   | Nekateri viri menijo, da je imela rodbina za grb medveda v teku, kar pa ni gotovo. |                                          |
| Peregrin9 apostolic9. | |                                          |                                                | |                                          |
| 96. | Apostolski romar | Pius VI. (1775–99)                       | Giovanni Angelico Braschi                      | Znak v obliki številke 9 je latinska kratica za končnico -us. Nekateri razlagajo to geslo z namigavanjem, da je Pij VI. dolgo vladal; drugi povezujejo to s preganjanjem pod Napoleonom. Chobot pripominja, da reklo ustreza papeževim dolgim potovanjem, na katera sta ga prisilila samodržca Jožef II. in Napoleon. |                                          |
| Aquila rapax. | |                                          |                                                | |                                          |
| 97. | Grabežljivi orel | Pij VII. (1800–23)                       | Barnaba Chiaramonti                            | O’Brien povezuje to reklo z dejstvom, da je trpel v ječi za časa Napoleona, francoskega cesarja (vladal 1799–1815), ki je imel v grbu orla; Chobot se moti, ko pravi, da je imel v grbu orla papež. Akin meni, da geslo Grabežljivi orel morebiti res opisuje Napoleona, ne pa papeža, na katerega bi se moralo nanašati; tako bi lahko bil opisan kdorkoli, ki je takrat nastopal na odru zgodovine. |                                          |
| Canis & coluber. | |                                          |                                                | |                                          |
| 98. | Pes in gad | Leon XII. (1823–29)                      | Annibale Sermattei della Genga                 | To reklo naj bi bilo primerno za papeža Leona XII., ker je bil čuječ kot pes in modro previden kot kača. |                                          |
| Vir religiosus. | |                                          |                                                | |                                          |
| 99. | Veren mož | Pij VIII. (1829–30)                      | Francesco Saverio Castiglioni                  | To geslo povezujejo z izbiro papeškega imena Pius (v prevodu veren, pobožen), ali pa z dejstvom, da ni bil prvi papež iz te verne družine. |                                          |
| De balneis Ethruriae. | |                                          |                                                | |                                          |
| 100. | Iz etruščanskih toplic | Gregor XVI. (1831–46)                    | Mauro, ali Bartolomeo Alberto Cappellari       | Papež Gregor XVI je bil član kamaldolencev, ki so nastali v 13. stoletju v Fonte Buono; mesto se latinsko imenuje Balneum (toplice, kopel) v Etruriji (danes Toskana, Italija). |                                          |
| Crux de cruce. | |                                          |                                                | |                                          |
| 101. | Križ od križa | Pij IX. (1846–78)                        | Giovanni Maria Mastai Ferretti                 | Nekateri viri povezujejo reklo z mnogimi križi in težavami s kraljevo Savojsko hišo, ki ima za grb križ. Križ v tej ali oni obliki pa bi lahko povezovali s slehernim papežem (vendar nima vsak papež težav z vladavino, ki ima v grbu križ). Izguba Papeške države je bila samo ena od nadlog, ki so se kar vrstile v dolgem pontifikatu Pija IX. V mnogih državah so izganjali redovnike, zapirali škofe in jemali cerkveno premoženje, pa tudi pretrgali diplomatske odnose s Svetim sedežem. 1873 se je v Prusiji začela še proticerkvena gonja – Kulturkampf. |                                          |
| Lumen in coelo. | |                                          |                                                | |                                          |
| 102. | Luč na nebu | Leon XIII. (1878–1903)                   | Gioacchino Pecci                               | Viri namigujejo na dejstvo, da grb papeža Leona XIII. vsebuje zvezdo repatico. O’Brien pripominja, da je to sovpadanje sydusa (zvezde) v geslu in grbu mnogo pomembnejši zadetek, kot pa je ista opomba pred objavo prerokb za grb Inocenca VII.. Tudi njegove pomembne okrožnice – zlasti delavsko Rerum novarum (1891) – bi lahko smatrali za nebeško luč, ki sveti še dandanes, saj so ji sledile še druge podobne od naslednjih papežev, na primer: Quadragesimo anno (Pij XI., 1931), Octogesima adveniens (Pavel VI., 1971), Laborem exercens (Janez Pavel II., 1981). |                                          |
| Ignis ardens. | |                                          |                                                | |                                          |
| 103. | Plamteči ogenj | Pij X. (1903–14)                         | Giuseppe Sarto                                 | Zagovorniki postavljajo to geslo v zvezo z znano dušnopastirsko vnemo svetega Pija X. Ta papež je kazal gorečo vnemo za duhovno prenovo Cerkve. |                                          |
| Religio depopulata. | |                                          |                                                | |                                          |
| 104. | Razdejana vera | Benedikt XV. (1914–22)                   | Giacomo Della Chiesa                           | Viri po večini povezujejo geslo Razdejana, uničena, opustošena vera z Benediktom XV. zato, ker je za časa njegovega pontifikata izbruhnila prva svetovna vojna in ruska oktobrska revolucija. Med njegovim vladanjem je vdrl komunizem v Rusijo, kjer je bilo versko življenje na široko zatirano; prva svetovna vojna pa je prinesla smrt milijonov kristjanov, ki so padli po raznih bojiščih. |                                          |
| Fides intrepida. | |                                          |                                                | |                                          |
| 105. | Neustrašna vera | Pij XI. (1922–39)                        | Achille Ratti                                  | Viri povezujejo to geslo z neustrašenostjo Pija XI., ki je odločno obsodil nacionalistični Mussolinijev fašizem, Hitlerjev nacionalsocializem, kakor tudi Stalinov brezbožni komunizem; s tem reklom je odlično označil delovanje Pija XI. Izredno pogumna je bila zlasti njegova okrožnica Mit brennender Sorge (proti nacizmu). |                                          |
| Pastor angelicus. | |                                          |                                                | |                                          |
| 106. | Angelski pastir | Pij XII. (1939–58)                       | Eugenio Pacelli                                | Nekateri viri povezujejo geslo s papeževimi mirovnimi in človekoljubnimi prizadevanji med drugo svetovno vojno, ki jo je zaznamoval tudi holokavst. On je bil resnično pravi angelski pastir svoje črede, zlasti vseh trpečih. Kljub nekaterim poznejšim zlobnim podtikanjem je Pij XII. eden največjih papežev in Malahija bi potemtakem njegovo vlogo označil zelo ustrezno. |                                          |
| Pastor & nauta. | |                                          |                                                | |                                          |
| 107. | Pastir in mornar | Janez XXIII. (1958–63)                   | Angelo Giuseppe Roncalli                       | Razlagalci povezujejo geslo "mornar" s svetim Janezom XXIII. glede na dejstvo, da je bil pred izvolitvijo za papeža Beneški patriarh, Benetke pa so mesto na morju. Ker je papež, ga imenujemo vesoljni pastir. |                                          |
| Flos florum. | |                                          |                                                | |                                          |
| 108. | Cvet cvetov | Pavel VI. (1963–78)                      | Giovanni Battista Enrico Antonio Maria Montini | To geslo povezujejo z lilijami v njegovem grbu. Njegov grb predstavljajo tri lilije; lilija pa je "cvet cvetov". |                                          |
| De medietate lunae. | |                                          |                                                | |                                          |
| 109. | Od polovice lune | Janez Pavel I. (1978)                    | Albino Luciani                                 | Rojen je v Canale d'Ogardo, škofija Belluno (v dobesednem pomenu lepa luna); za papeža je bil izvoljen 26. avgusta: njegovo papeževanje je trajalo okrog mesec dni, točno od polovice lune do naslednje polovice (druga polovica je pojemala). |                                          |
| De labore solis. | |                                          |                                                | |                                          |
| 110. | Od sončnega dela (Od sončnega mrka) | Janez Pavel II. (1978–2005)              | Karol Wojtyła                                  | Zagovorniki prerokb razumejo geslo kot povezavo s sončnim mrkom (kjerkoli na svetu) na dan rojstva sv. Janeza Pavla II. (sončni mrk 18. maja 1920), kakor tudi ob njegovem pogrebu (sončni mrk 8. aprila 2005). Drugi viri povezujejo geslo s Kopernikom, ki je razložil heliocentrični sončni sestav; oba sta bila Poljaka in sta nekaj svojega življenja preživela v Krakovu. Slovanskega papeža Wojtylo povezujejo tudi z ženo oblečeno v sonce Raz 12,1-18, ki naj bi bila Devica Marija, katere monogram ima v grbu; ona je v Fatimi leta 1917 naročila – še pred začetkom Oktobrske revolucije – posvetitev Rusije njenemu brezmadežnemu Srcu. Kot Sonce je tudi on prišel z Vzhoda – s Poljskega, izza železne zavese, iz vzhodnega bloka; kot sonce je obiskoval dežele po vesoljnem svetu in jih razsvetljeval z evangelijem. Potoval je več kot katerikoli papež v zgodovini. |                                          |
| Gloria olivae | |                                          |                                                | |                                          |
| 111. | Slava oljke | Benedikt XVI. (2005–13)                  | Joseph Ratzinger                               | Bil je kardinal-škof mesta Velletri-Segni, ki ima v grbu tri oljke. Ime si je vzel po svetem Benediktu; nekateri viri zato povezujejo Benedikta XVI. z redom olivetancev, redovne veje benediktincev; drugi razlagajo njegovo papeževanje posvečeno miru in spravi, česar simbol je oljčna vejica. Sam se je hotel imenovati po Benediktu XV., ki je vse storil za dosego miru in konca prve svetovne vojne (glej nagovor papeža Benedikta XVI. na njegovi prvi javni avdienci 27. aprila 2005). Rodil se je na veliko soboto, 16. aprila 1927, na vrhuncu velikonočne skrivnosti, ki je vsa povezana z dogodki na Oljski gori. |                                          |
| In persecutione. extrema S.R.E. sedebit. | |                                          |                                                | |                                          |
| | V zadnjem preganjanju Svete Rimske Cerkve bo sedel |                                          |                                                | V Lignum vitae, vrstica "In persecutione extrema S.R.E. sedebit" oblikuje poseben stavek in lasten paragraf. Zato nekateri to bereje kot prerokbo k "Peter Rimski", drugi pa to razlagajo kot ločen, nedokončan stavek, ki se izrecno nanaša na prihodnje papeže med Gloria olivae in Peter Rimski. |                                          |
| Petrus Romanus, qui pascet oves in multis tribulationibus: quibus transactis civitas septicollis diruetur, & Iudex tremendus iudicabit populum suum. Finis. | |                                          |                                                | |                                          |
| 112. | Peter Rimski, ki bo pasel svoje ovce v mnogih stiskah; ko pa se bodo te bridkosti končale, bo mesto na sedmerih gričih razdejano, in strašni sodnik bo sodil svoje ljudstvo. Konec. | Frančišek (2013–2025)                    | Jorge Mario Bergoglio                          | Peter Rimski ali tudi Peter Roman, ob upoštevanju, da je že obstajal papež Roman. V nekaterih poznejših natisih prerokb je beseda suum izpuščena; tako lahko prevajamo ljudstvo namesto svoje ljudstvo. Mesto na sedmih gričih je Rim. Strašni sodnik je Kristus. Veliko razčlenjevalcev opaža, da se tukaj ponuja možna razlaga, da bodo še papeži med Gloria olivae in Petrus Romanus. Poljudna razlaga pa pripisuje to mesto Benediktovemu nasledniku Frančišku. Nekateri namigujejo na njegovo povezanost s Frančiškom Asiškim, čigar oče se je imenoval Peter (Pietro Bernardone). |                                          |